# Ratanabon-Pagode

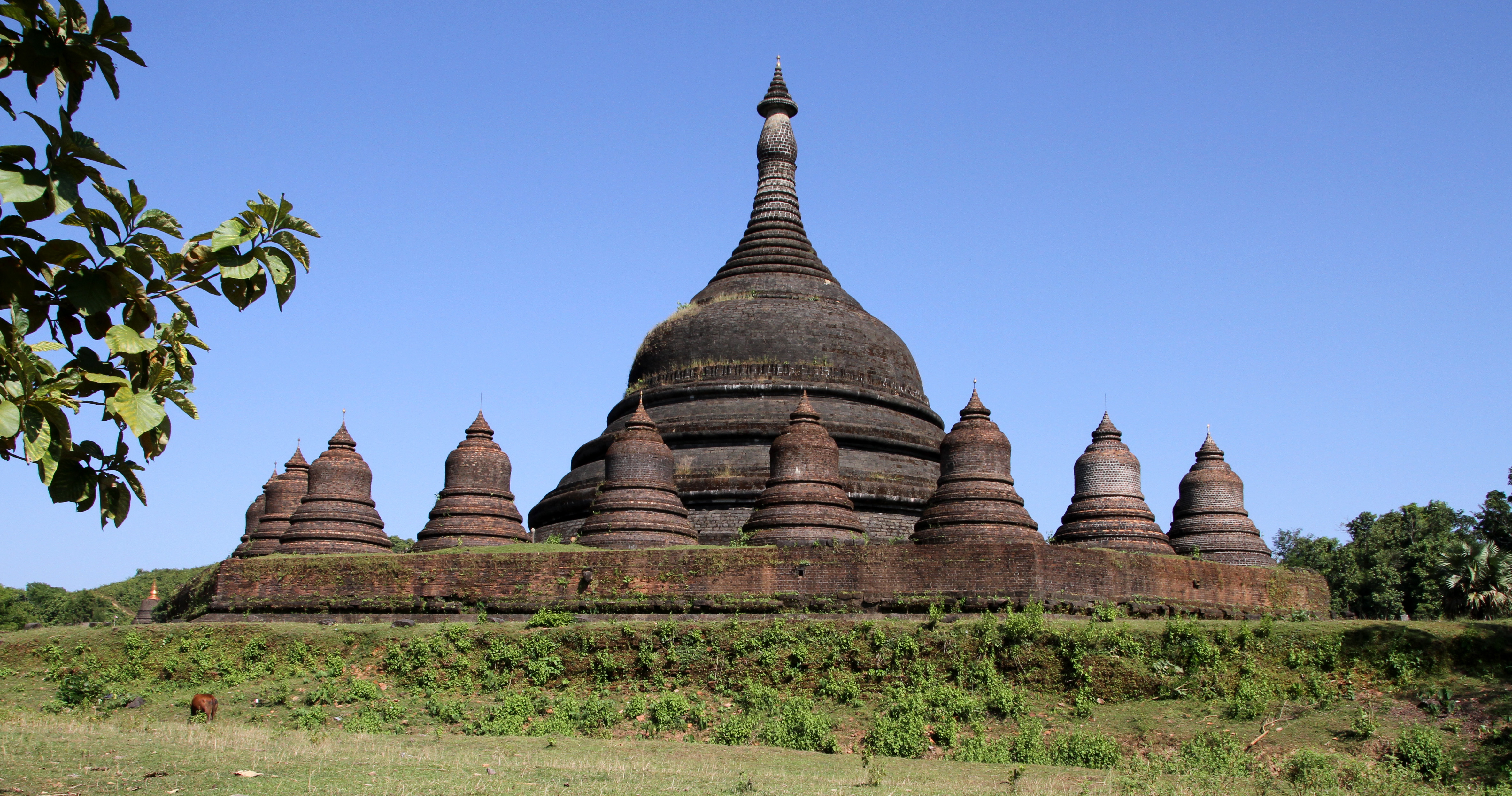
Ratanabon-Pagode

Die Ratanabon-Pagode (birmanisch ရတနာပုံဘုရား; sprich: jɛ̀dənàbòʊɴ pʰəjá) ist ein buddhistischer Stupa in Mrauk U, Myanmar. Sie wurde 1612 unter König Min Khamaung erbaut.

## Beschreibung
Die Pagode steht in der Nachbarschaft der Andaw-Pagode und des Shite-Thaung-Tempels. Sie ist aus Sandstein gebaut, erreicht eine Höhe von 60 m und ist von einem Ring aus 24 kleinen Pagoden umgeben. Eine Bombe im Zweiten Weltkrieg hatte die schlanke Spitze zerstört, konnte aber dem massiven Unterbau nichts anhaben, genauso wenig wie Erdbeben oder die Schatzsucher, die den dort vermuteten Juwelen nachspürten. Im Jahr 2000 wurde die Spitze der Pagode wieder errichtet.

## Galerie

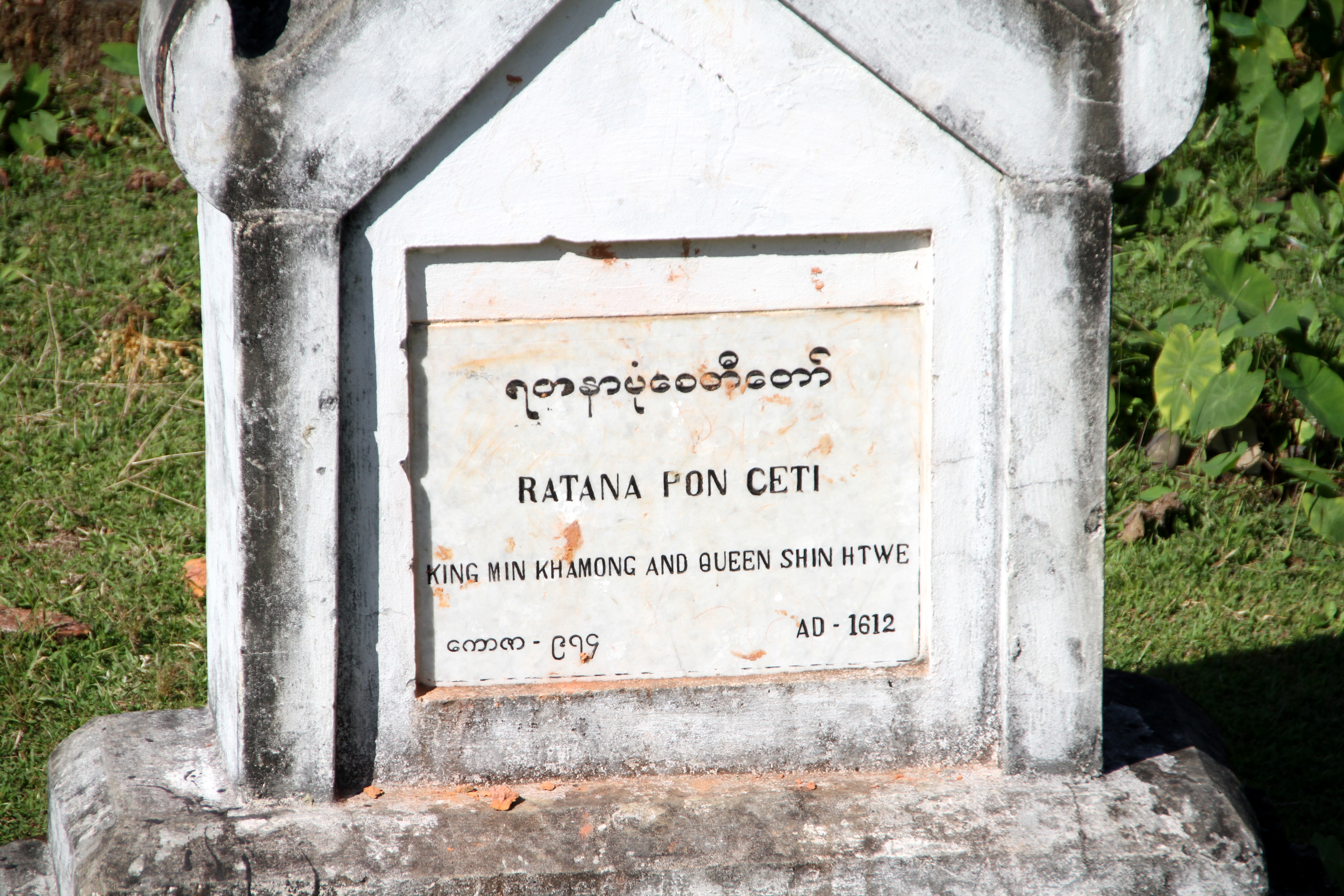
Dokumentation
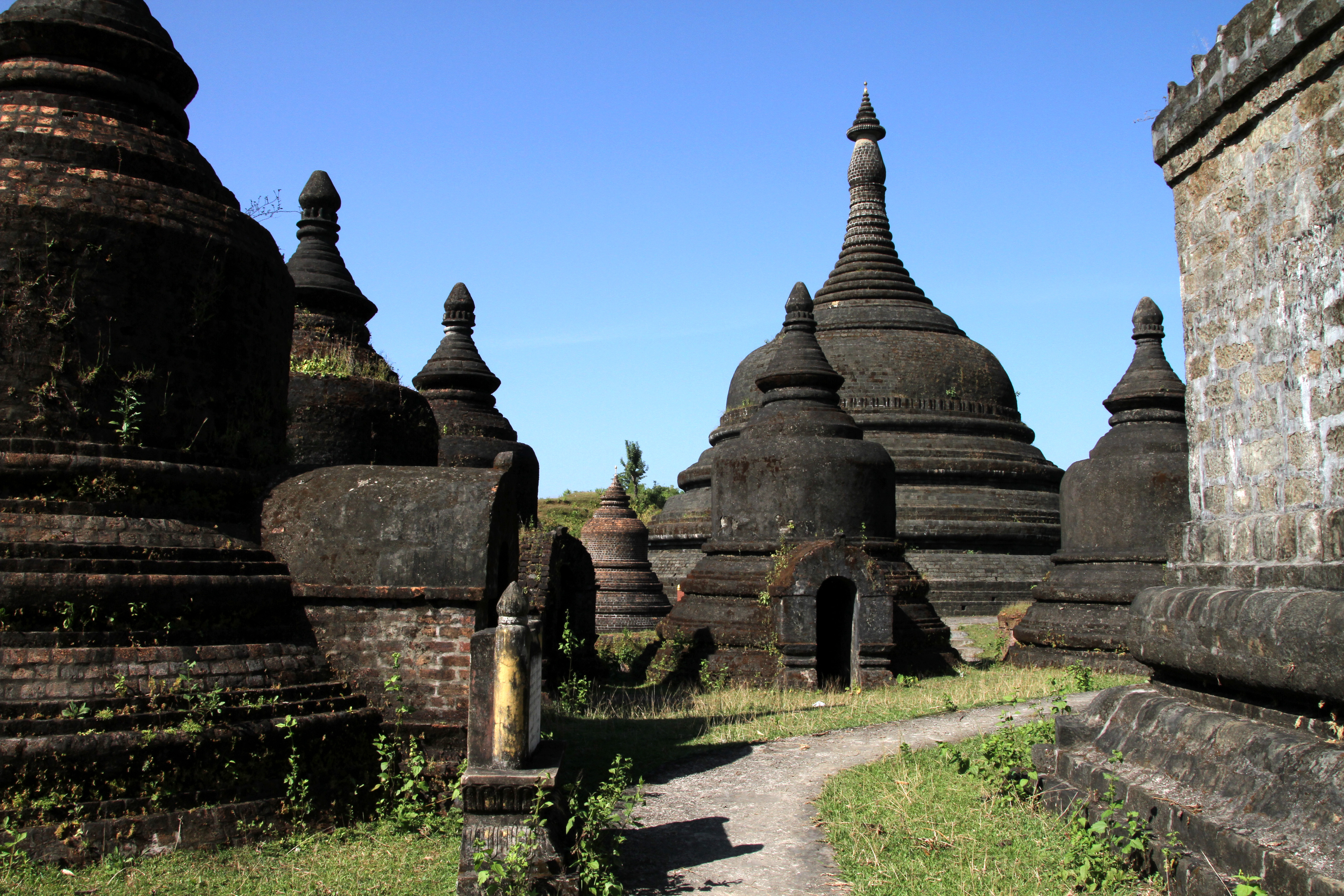
Von Andaw-Pagode
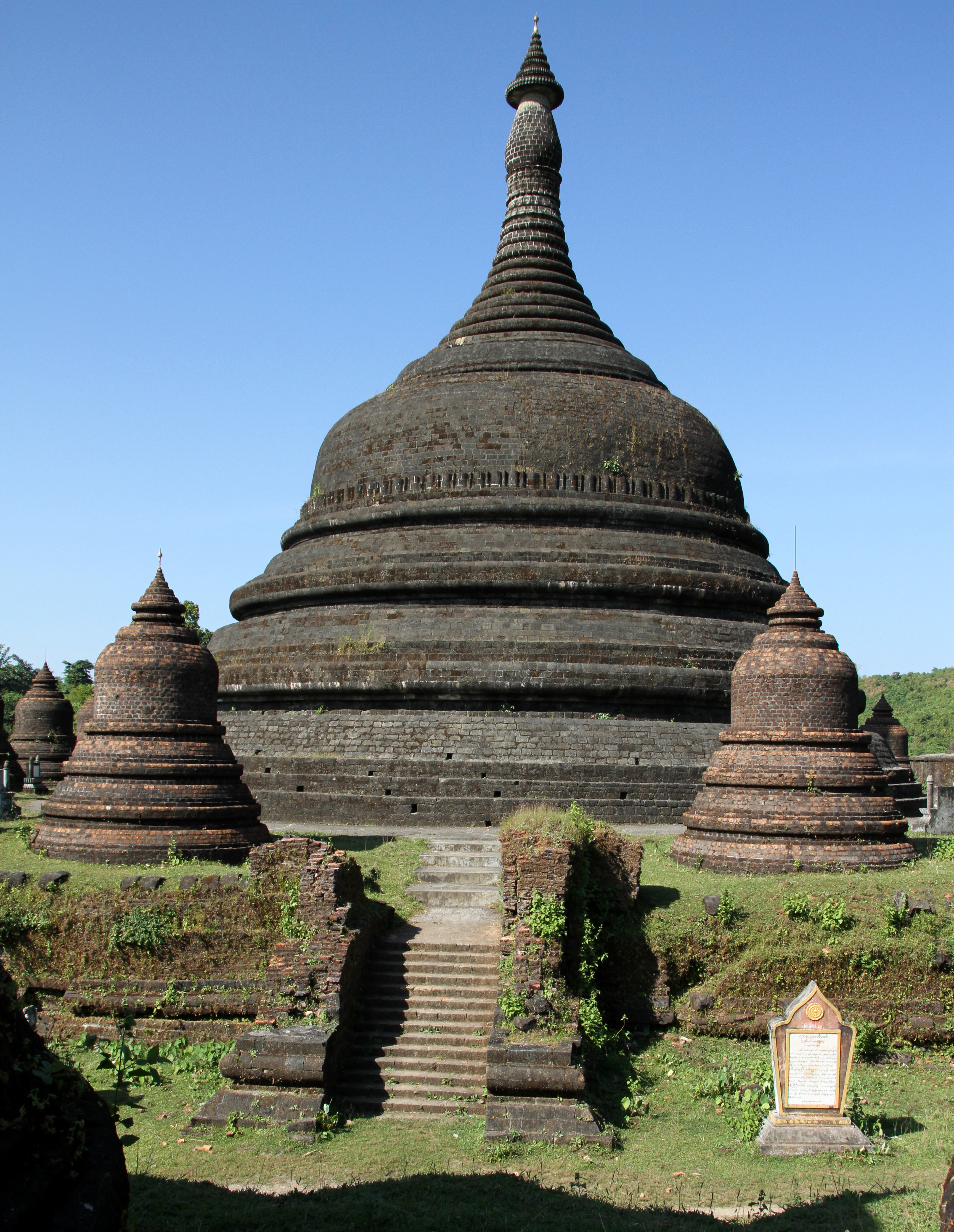
Zentraler Stupa
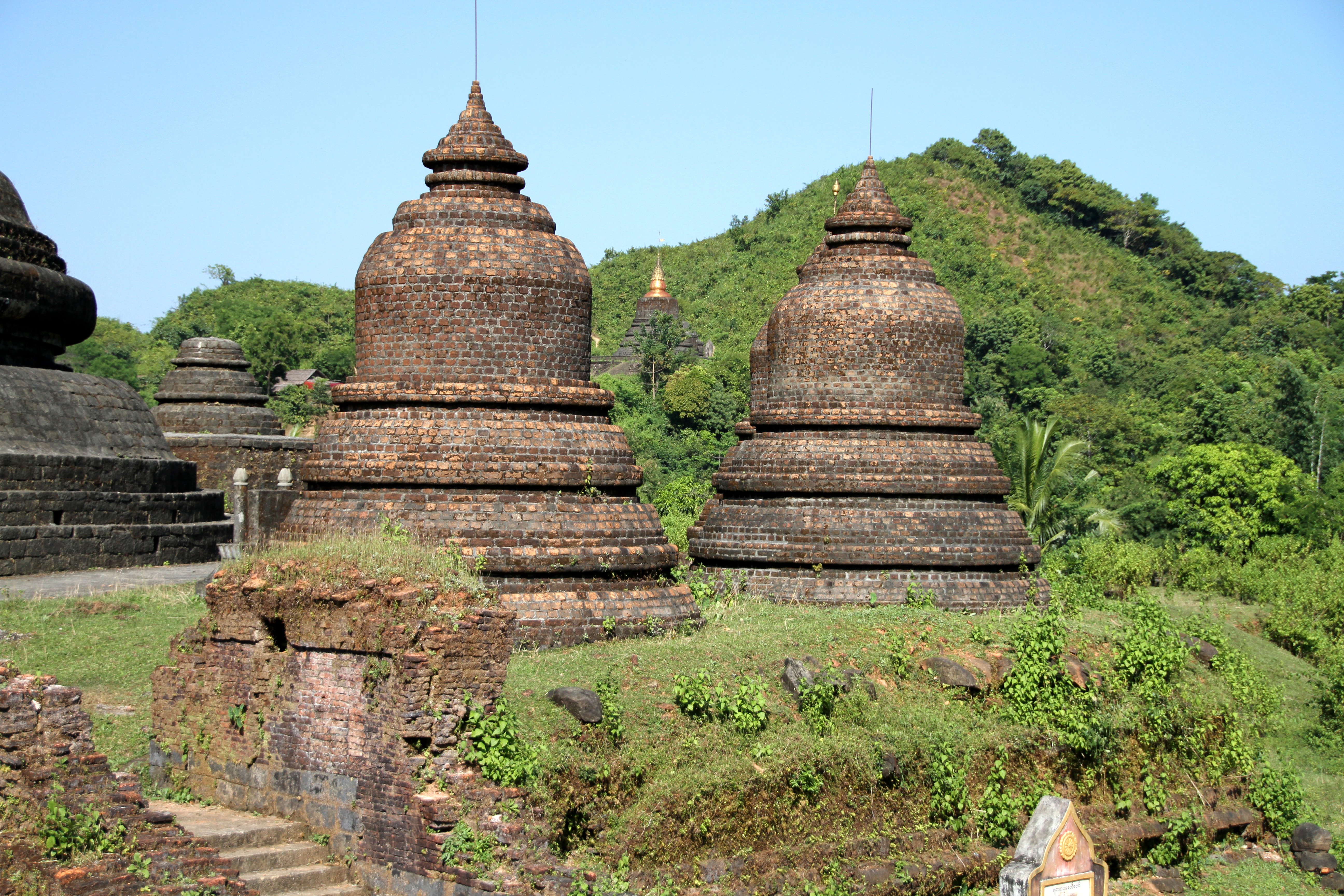
Kleine Stupas
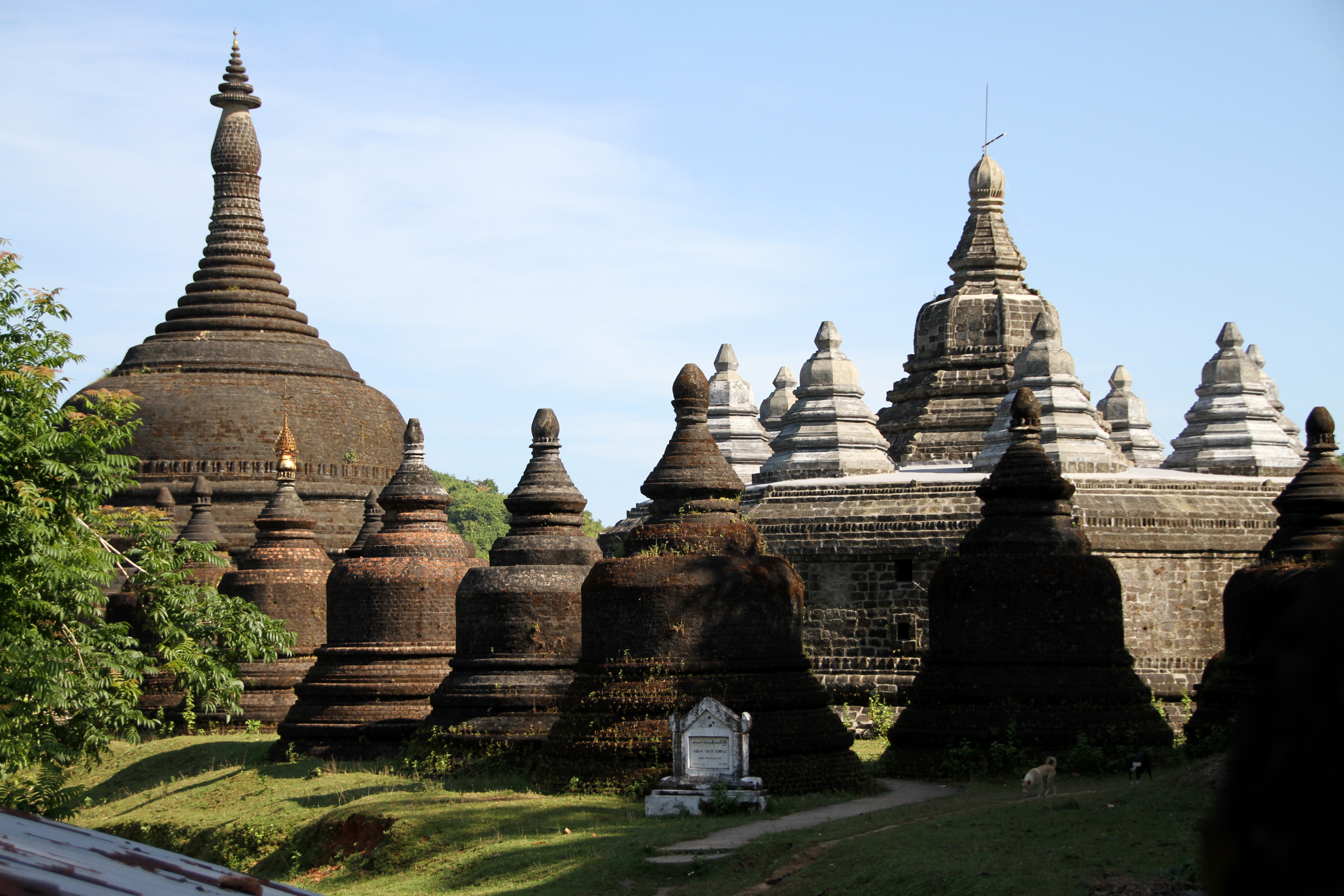
Von Shite-Thaung mit Andaw